# Georges Bertal
Pour les articles homonymes, voir Bertal.
Georges Albert dit Bertal (Aigre, 29 avril 1854 - Paris 9e, 25 juillet 1897) est un journaliste et auteur dramatique français.

## Biographie
Il fait ses études au lycée d'Angoulême qu'il termine à Paris où dès 1872 il fréquente le milieu littéraire. Il publie un recueil de poésies, Ruades et caresses (1884) et entre dans le journalisme comme critique musicale et dramatique du Rappel.
Ses pièces ont été représentées sur les plus grandes scènes parisiennes du XIXe siècle : Théâtre des Variétés, Théâtre de l'Odéon, Comédie-Française, etc.

## Œuvres
- Ruades et Caresses, poésies et drames modernes, 1884
- Le Rocher de Sisyphe, pièce en 1 acte, en vers, 1885
- La Lettre du cardinal, comédie en 1 acte, 1886
- Il a des bottes !, revue en 3 tableaux, avec Eugène Héros, 1888
- Auguste Vacquerie, sa vie et son œuvre, 1889
- Le Prince Soleil, pièce à grand spectacle, en 4 actes et 22 tableaux, 1889
- L’Apothéose de Victor Hugo à propos en vers en 1 acte, 1890
- Norah la dompteuse, vaudeville en 3 actes, avec Ernest Grenet-Dancourt, 1891
- Bacchanale, opéra comique en 3 actes, avec Jules Lecocq, musique d'Hervé, 1892[3].
- Molière, à-propos en vers, 1892
- La Fin d'un rêve, comédie à-propos en un acte, en vers, 1894
- Une séparation, comédie en 1 acte, en vers, 1894
- L'Apostat, poème dramatique en 1 acte, 1895